# 미흐리굴 투르순
미흐리굴 투르순(위구르어: مېھرىگۈل تۇرسۇن, Mehrigül Tursun; 1989년 12월 28일 출생)은 중국 신장 위구르 자치구의 전 위구르족 수감자로 알려져 있다.
투르순은 2018년 미국으로 이주한 후 중국 당국에 여러 번 구금되었으며, 신장 위구르족 수용소 네트워크 중 하나에 수감되어 고문을 받았으며, 2015년 중국 당국에 구금되어 있는 동안 아들 중 한 명이 사망했다고 주장했다. 그녀의 이야기는 국제 언론에 널리 보도되었다.
2019년 중화인민공화국 외교부는 투르순의 주장을 부인하고 사건에 대한 자체 설명을 제공했다.